# 周萌 (羽毛球运动员)
周萌（2001年5月23日—），湖南安化人，中国女子羽毛球运动员。

## 簡歷
周萌六歲接觸羽毛球，11歲進入湖南省隊。2017年，16岁的周萌在全国青年锦标赛获得乙组女单亚军，进入国家青年集训队。
2018年7月，周萌代表中國出戰在印尼雅加達舉行的亞洲青年羽毛球錦標賽，她一路打进女單決賽，最终以0比2（9-21、8-21）的比分不敌队友王祉怡，获得亚军。2019年6月23日，周萌代表湖南队参加在中国瑞昌市举办的全国羽毛球单项锦标赛。在女单决赛中，她以2比0（21-9、21-13）大比分战胜了同为湖南队的队友魏雅欣，卫冕了女单冠军。

## 主要比賽成績
只列出曾進入準決賽的國際賽事成績：
| 年份   | 賽事                 | 公開賽級別 | 項目     | 成績 |
| ------ | -------------------- | ---------- | -------- | ---- |
| 2017年 | 世界青年羽毛球錦標賽 | 其他       | 混合團體 | 冠軍 |
| 2018年 | 亞洲青年羽毛球錦標賽 | 其他       | 混合團體 | 冠軍 |
| 2018年 | 亞洲青年羽毛球錦標賽 | 其他       | 女子單打 | 亞軍 |
| 2018年 | 世界青年羽毛球錦標賽 | 其他       | 混合團體 | 冠軍 |
| 2019年 | 亞洲青年羽毛球錦標賽 | 其他       | 混合團體 | 季軍 |
| 2019年 | 亞洲青年羽毛球錦標賽 | 其他       | 女子單打 | 冠軍 |
| 2019年 | 世界青年羽毛球錦標賽 | 其他       | 混合團體 | 亞軍 |
| 2019年 | 世界青年羽毛球錦標賽 | 其他       | 女子單打 | 亞軍 |

| 2007-2017年 | 首要超級賽 | 超級賽 | 黃金大獎賽 | 大獎賽 | 國際挑戰賽 | 國際系列賽 | 未來系列賽 | 其他 |

| 2018-2026年 | 總決賽 | 超級1000賽 | 超級750賽 | 超級500賽 | 超級300賽 | 超級100賽 | 國際挑戰賽 | 國際系列賽 | 未來系列賽 | 其他 |